# 로저 스톤

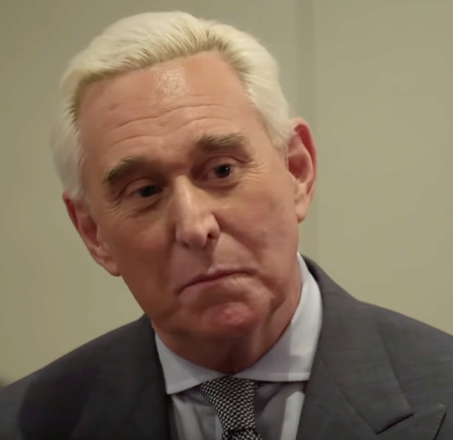
2019년 모습

로저 스톤(Roger Stone)은 미국의 정치인이자 컨설턴트이다.